# عباد بن الغمر الشهابي
عباد بن الغمر الشهابي، المعروف أيضاً باسم عباد بن عمر، هو وجيه يمنيّ عُين والٍ على اليمن في عهد الخلفيفتين عبد الله المأمون والمعتصم بالله.
كان من وجهاء اليمن المحليين، تم تعيين عباد مسؤولاً عن صنعاء من قبل محمد بن عبد الله بن محرز في عام 824، وتولى السلطة هناك حتى وصول الحاكم إسحاق بن العباس بن محمد العباسي في نهاية العام، وبعد وفاة الخليفة المأمون عام 833، تم تعيين عباد مرة أخرى على اليمن من قبل عبد الله بن عبيد الله بن العباس العباسي، وتم تأكيده حاكماً من قبل الخليفة الجديد المعتصم (حكم 833-842). وبقي في الولاية حتى نهاية سنة 835 حيث حل محله عبد الرحيم بن جعفر بن سليمان العباسي.

## ملحوظات
1. ↑  Al-Mad'aj 1988، صفحات 212, 215; Van Arendonk 1919، صفحة 103; Bikhazi 1970، صفحات 29–30.